# Шапіров Борис Михайлович
Борис Михайлович Шапіров (24 листопад (7 грудня) 1851, Одеса — 20 липень (2 серпня) 1915, Санкт-Петербург, Російська імперія) — російський військовий лікар-організатор, санітарний інспектор Окремого корпусу прикордонної варти (1896–1912), голова лікувальної комісії Головного управління Російського товариства Червоного Хреста. Почесний лейб-медик Двору його Імператорської Величності, дійсний таємний радник, кавалер ордена Олександра Невського.

## Біографія

### Молоді роки
Народився в сім'ї єврея з купецького стану. Після закінчення в 1874 медичного факультету Київського університету Святого Володимира поступив на службу лікарем в повітовому місті Сапожок Рязанської губернії. Потім протягом двох років проходив наукове удосконалення в Імператорській медико-хірургічній академії і одночасно стажувався на посаді молодшого ординатора при клініці внутрішніх хвороб професора Едуарда Едуардовича Ейхвальда.
Під час Російсько-турецької війни 1877—1878 років служив у діючій армії на посаді старшого лікаря Вологодського, а потім Оренбурзького рухомого госпіталю Червоного Хреста, після закінчення війни — молодшим лікарем у Павлівському полку, молодшим ординатором в Миколаївському військовому госпіталі Санкт-Петербурга, а потім лікарем для відряджень у Казанському військовому окрузі. Крім практичної лікувальної діяльності займався науковими дослідженнями, за підсумками яких Йенський університет присудив йому ступінь доктора медицини та хірургії. Незабаром успішно захистив дисертацію «Матеріали до фізіології шлункового травлення».

### Служба в Окремому корпусі прикордонної варти
26 лютого (10 березня) 1896 імператор Микола II затвердив подання Державної ради «Про устрій лікарської частини в Окремому корпусі прикордонної варти і про затвердження розпису числа старших і молодших лікарів, а також нижніх чинів медичного та господарського розрядів в зазначеному корпусі». На посаду корпусного лікаря призначили дійсного статського радника, доктора медицини Бориса Михайловича Шапіров. Посаду, на якій він перебував шістнадцять років, у зв'язку з реорганізаціями в Окремому корпусі прикордонної варти, кілька разів перейменовували: корпусних лікар (з 1896 року), завідувач медичною частиною (з 1902 року), медичний інспектор (з 1904 року), санітарний інспектор (з 1908 року).
У 1912 році Борис Михайлович, за станом здоров'я, залишив пост санітарного інспектора Окремого корпусу прикордонної варти і зосередив свою діяльність на громадській діяльності.